# NGC 4713
NGC 4713 is een balkspiraalstelsel in het sterrenbeeld Maagd. Het hemelobject werd op 17 april 1786 ontdekt door de Duits-Britse astronoom William Herschel.

## Synoniemen
- UGC 7985
- MCG 1-33-18
- ZWG 43.41
- IRAS 12474+0534
- PGC 43413